# Potebniamyces pyri
Potebniamyces pyri (Berk. & Broome) Dennis – gatunek grzybów z rodziny Phacidiaceae.

## Systematyka i nazewnictwo
Pozycja w klasyfikacji według Index Fungorum: Phacidiaceae, Phacidiales, Leotiomycetidae, Leotiomycetes, Pezizomycotina, Ascomycota, Fungi.
Po raz pierwszy opisali go w 1876 r. Miles Joseph Berkeley i Christopher Edmund Broome, nadając mu nazwę Stictis lecanora var. pyri. Obecną, uznaną przez Index Fungorum nazwę nadał mu Richard William George Dennis w 1978 r.
Synonimy naukowe:
- Phacidiella discolor (Mouton & Sacc.) Potebnia 1912
- Phacidium discolor Mouton & Sacc. 1889
- Potebniamyces discolor (Mouton & Sacc.) Smerlis 1962
- Propolis pyri (Berk. & Broome) W. Phillips 1887
- Stictis lecanora var. pyri Berk. & Broome 1876[2].

Znana jest głównie anamorfa Phacidiopycnis pyri. Teleomorfa jest rzadka.

## Charakterystyka
Morfologia i rozwój
Grzyb mikroskopijny, nekrotrof pasożytujący na jabłoniach i gruszach. Zimuje grzybnia patogenu w porażonych pędach. Na porażonej korze drzew tworzy pyknidia. Powstają w nich bezbarwne lub jasnobrunatne, owalne konidia o wymiarach 9–14 × 7–9 µm. Dokonują one infekcji drzew, wnikając do kory głównie przez rany po gradobiciu, cięciu drzew lub po zerwanych owocach i powodują chorobę o nazwie rak kory drzew ziarnkowych.
Hodowla
Chang L.Xiao i Jerry W.Sitton w 2004 r. opublikowali wyniki z doświadczeń nad hodowlą grzybni Potebniamyces pyri. Najlepiej rozwijała się na agarze z sokiem z suszonych śliwek. Agar z sokiem gruszkowym, agar z sokiem jabłkowym, agar z dekstrozą ziemniaczaną i agar z płatkami owsianymi (OMA) również sprzyjały wzrostowi grzybni. Agar Czapek-Dox nie nadawał się do wzrostu grzybni. Grzyb mógł rosnąć w temperaturach od -3 do 25 °C. Optymalny wzrost grzybni nastąpił między 15 a 20 °C. Średnie tempo wzrostu promieniowego na OMA wyniosło 3,9 mm przy 15 °C i 4,4 mm przy 20 °C. Grzyb nie wznowił wzrostu w temperaturze 20° po inkubacji przez 10 dni w temperaturze 35°. Grzyb mógł rosnąć przy potencjale wody tak niskim, jak – 4 MPa, ale wzrost nie nastąpił przy – 7,3 MPa. Aktywny wzrost grzybni zaobserwowano na OMA przy pH pomiędzy 3,2 a 6,1. Optymalny wzrost zaobserwowano przy pH około 4 i nie zaobserwowano wzrostu przy pH 7,1. Na dziewięciu podłożach w temperaturze 20° w ciemności nie utworzyły się żadne pyknidia lub bardzo niewiele. Światło fluorescencyjne znacząco stymulowało powstawanie pyknidów. OMA była najlepszą pożywką do produkcji pyknidiów i makrokonidiów. Pyknidia, które utworzyły się na 8-tygodniowych kulturach OMA inkubowanych w temperaturze 20° w 12 h ciemności i 12 h światła wytwarzały obficie makrokonidia, a technika ta jest zalecana do produkcji inokulum konidiów do badań.